# Список наград и номинаций фильма «Волк с Уолл-стрит»
«Волк с Уолл-стрит» (англ. The Wolf of Wall Street) — американская эпическая биографическая криминальная чёрная комедия 2013 года, основанная на одноимённых мемуарах Джордана Белфорта. Фильм был снят компаниями Appian Way Productions, Red Granite Pictures и Sikelia Productions. Режиссёром выступил Мартин Скорсезе, а сценаристом Теренс Уинтер. В фильме приняли участие актёры Леонардо Ди Каприо, Джона Хилл, Марго Робби, Роб Райнер, Кайл Чендлер, П. Дж. Бирн, Джон Бернтал, Жан Дюжарден, Кристин Милиоти, Джон Фавро, Итан Сапли, Кеннет Чу и Джоанна Ламли. По сюжету, Джордан Белфорт, будучи биржевым брокером Нью-Йорка, руководит фирмой, занимающейся мошенничеством с ценными бумагами и отмыванием денег на Уолл-стрит в 1990-е годы.
Премьера фильма «Волк с Уолл-стрит» состоялась 17 декабря 2013 года в Нью-Йорке, а 25 декабря компания Paramount Pictures выпустила его в широкий прокат в Северной Америке и Франции. Бюджет фильма составил 100 млн долларов США, при этом фильм собрал $ 392 млн по всему миру. По состоянию на 2015 год, фильм стал самым кассовым фильмом Скорсезе. На сайте-агрегаторе рецензий Rotten Tomatoes фильм получил рейтинг одобрения 80 % на основе 289 отзывов со средней оценкой 7,8/10. Сайт-агрегатор Metacritic присвоил фильму 75 баллов из 100 на основе 47 отзывов, что соответствует статусу «в целом положительные отзывы».
Фильм «Волк с Уолл-стрит» получил множество наград и номинаций в различных категориях. Особых похвал удостоились режиссура Скорсезе, исполнение роли Белфорта Ди Каприо и адаптированный сценарий Уинтера. На 86-й церемонии вручения премии «Оскар», фильм был номинирован на пять наград в категориях «Лучший фильм», «Лучшая режиссура», «Лучший адаптированный сценарий», «Лучшая мужская роль» и «Лучшая мужская роль второго плана», однако проиграл во всех номинациях. Фильм также был номинирован на четыре номинации на 67-й церемонии вручения премии Британской Академии в области кино, включая категории «Лучшая режиссура», «Лучшая мужская роль» и «Лучший адаптированный сценарий», однако также проиграл во всех номинациях. Фильм получил две номинации на 71-й церемонии вручения премии «Золотой глобус», включая категории «Лучший фильм — комедия или мюзикл» и победил в категории «Лучшая мужская роль — комедия или мюзикл». Фильм был также номинирован на премию Гильдии режиссёров Америки, премию Гильдии продюсеров США, а также премию Гильдии сценаристов США. Национальный совет кинокритиков США и Американский институт киноискусства включили фильм в свои списки десяти лучших фильмов 2013 года.

## Награды и номинации
| Награда                                                   | Дата церемонии  | Категория                                                               | Получатель(-и)                                                                            | Результат  | Прим.         |
| --------------------------------------------------------- | --------------- | ----------------------------------------------------------------------- | ----------------------------------------------------------------------------------------- | ---------- | ------------- |
| Награды Национального совета кинокритиков США             | 4 декабря 2013  | «Лучший адаптированный сценарий»                                        | Теренс Уинтер                                                                             | Победа     | [ 16 ]        |
| Награды Национального совета кинокритиков США             | 4 декабря 2013  | «Десять лучших фильмов»                                                 | «Волк с Уолл-стрит»                                                                       | Победа     | [ 16 ]        |
| Награды Общества кинокритиков Бостона                     | 8 декабря 2013  | «Лучший фильм»                                                          | «Волк с Уолл-стрит»                                                                       | Победитель | [ 18 ]        |
| Награды Общества кинокритиков Бостона                     | 8 декабря 2013  | «Лучшая режиссура»                                                      | Мартин Скорсезе                                                                           | Победитель | [ 18 ]        |
| Награды Общества кинокритиков Бостона                     | 8 декабря 2013  | «Лучшая мужская роль»                                                   | Леонардо Ди Каприо                                                                        | Победитель | [ 18 ]        |
| Награды Общества кинокритиков Бостона                     | 8 декабря 2013  | «Лучший сценарий»                                                       | Теренс Уинтер                                                                             | Победитель | [ 18 ]        |
| Награды Общества кинокритиков Бостона                     | 8 декабря 2013  | «Лучший монтаж»                                                         | Тельма Скунмейкер                                                                         | Победитель | [ 18 ]        |
| Награды Общества кинокритиков Бостона                     | 8 декабря 2013  | «Лучший актёрский состав»                                               | «Волк с Уолл-стрит»                                                                       | Номинация  | [ 18 ]        |
| Награды Ассоциации кинокритиков Вашингтона                | 9 декабря 2013  | «Лучшая режиссура»                                                      | Мартин Скорсезе                                                                           | Номинация  | [ 19 ]        |
| Награды Ассоциации кинокритиков Вашингтона                | 9 декабря 2013  | «Лучшая мужская роль»                                                   | Леонардо Ди Каприо                                                                        | Номинация  | [ 19 ]        |
| Награды Ассоциации кинокритиков Вашингтона                | 9 декабря 2013  | «Лучший адаптированный сценарий»                                        | Теренс Уинтер                                                                             | Номинация  | [ 19 ]        |
| Награды Ассоциации кинокритиков Вашингтона                | 9 декабря 2013  | «Лучший монтаж»                                                         | Тельма Скунмейкер                                                                         | Номинация  | [ 19 ]        |
| Награды общества кинокритиков Детройта                    | 13 декабря 2013 | «Лучшая режиссура»                                                      | Мартин Скорсезе                                                                           | Номинация  | [ 20 ]        |
| Награды общества кинокритиков Детройта                    | 13 декабря 2013 | «Лучшая мужская роль»                                                   | Леонардо Ди Каприо                                                                        | Номинация  | [ 20 ]        |
| Награды общества кинокритиков Детройта                    | 13 декабря 2013 | «Лучший актёрский состав»                                               | «Волк с Уолл-стрит»                                                                       | Номинация  | [ 20 ]        |
| Награды общества кинокритиков Детройта                    | 13 декабря 2013 | «Лучший сценарий»                                                       | Теренс Уинтер                                                                             | Номинация  | [ 20 ]        |
| Награды кинокритиков Сан-Франциско                        | 15 декабря 2013 | «Лучший фильм»                                                          | «Волк с Уолл-стрит»                                                                       | Номинация  | [ 21 ]        |
| Награды кинокритиков Сан-Франциско                        | 15 декабря 2013 | «Лучшая режиссура»                                                      | Мартин Скорсезе                                                                           | Номинация  | [ 21 ]        |
| Награды кинокритиков Сан-Франциско                        | 15 декабря 2013 | «Лучшая мужская роль»                                                   | Леонардо Ди Каприо                                                                        | Номинация  | [ 21 ]        |
| Награды кинокритиков Сан-Франциско                        | 15 декабря 2013 | «Лучший адаптированный сценарий»                                        | Теренс Уинтер                                                                             | Номинация  | [ 21 ]        |
| Награды кинокритиков Сан-Франциско                        | 15 декабря 2013 | «Лучший монтаж»                                                         | Тельма Скунмейкер                                                                         | Номинация  | [ 21 ]        |
| Премия Ассоциации кинокритиков Чикаго                     | 16 декабря 2013 | «Лучший адаптированный сценарий»                                        | Теренс Уинтер                                                                             | Номинация  | [ 22 ]        |
| Премия Ассоциации кинокритиков Чикаго                     | 16 декабря 2013 | «Лучший монтаж»                                                         | Тельма Скунмейкер                                                                         | Номинация  | [ 22 ]        |
| Награды Ассоциации кинокритиков Далласа и Форт-Уэрта      | 16 декабря 2013 | «Лучший фильм»                                                          | «Волк с Уолл-стрит»                                                                       | 7-е место  | [ 23 ]        |
| Награды Ассоциации кинокритиков Далласа и Форт-Уэрта      | 16 декабря 2013 | «Лучшая режиссура»                                                      | Мартин Скорсезе                                                                           | 5-е место  | [ 23 ]        |
| Награды Ассоциации кинокритиков Далласа и Форт-Уэрта      | 16 декабря 2013 | «Лучшая мужская роль»                                                   | Леонардо Ди Каприо                                                                        | 5-е место  | [ 23 ]        |
| Награды Ассоциации кинокритиков Далласа и Форт-Уэрта      | 16 декабря 2013 | «Лучший актёр второго плана»                                            | Джона Хилл                                                                                | 5-е место  | [ 23 ]        |
| Награды кинокритиков Флориды                              | 18 декабря 2013 | «Лучший сценарий»                                                       | Теренс Уинтер                                                                             | Победитель | [ 24 ]        |
| Награды Международного кинофестиваля в Палм-Спрингс       | 5 января 2014   | «Творческий вклад в актёрское мастерство»                               | Джона Хилл («Человек, который изменил всё» и «Волк с Уолл-стрит»)                         | Победа     | [ 25 ]        |
| Премия Австралийской академии кинематографа и телевидения | 10 января 2014  | «Лучшая мужская роль»                                                   | Леонардо Ди Каприо                                                                        | Номинация  | [ 26 ]        |
| Награды Американского института киноискусства             | 10 января 2014  | «Десятка лучших фильмов года»                                           | Мартин Скорсезе, Леонардо Ди Каприо, Риза Азиз, Джоуи Макфарланд и Эмма Тиллингер Коскофф | Победа     | [ 17 ]        |
| «Золотой глобус»                                          | 12 января 2014  | «Лучший фильм — комедия или мюзикл»                                     | «Волк с Уолл-стрит»                                                                       | Номинация  | [ 11 ] [ 12 ] |
| «Золотой глобус»                                          | 12 января 2014  | «Лучшая мужская роль — комедия или мюзикл»                              | Леонардо Ди Каприо                                                                        | Победа     | [ 11 ] [ 12 ] |
| Награды Ассоциации кинокритиков вещания                   | 16 января 2014  | «Лучший фильм»                                                          | «Волк с Уолл-стрит»                                                                       | Номинация  | [ 27 ] [ 28 ] |
| Награды Ассоциации кинокритиков вещания                   | 16 января 2014  | «Лучший актёрский состав»                                               | «Волк с Уолл-стрит»                                                                       | Номинация  | [ 27 ] [ 28 ] |
| Награды Ассоциации кинокритиков вещания                   | 16 января 2014  | «Лучшая режиссура»                                                      | Мартин Скорсезе                                                                           | Номинация  | [ 27 ] [ 28 ] |
| Награды Ассоциации кинокритиков вещания                   | 16 января 2014  | «Лучший сценарий»                                                       | Теренс Уинтер                                                                             | Номинация  | [ 27 ] [ 28 ] |
| Награды Ассоциации кинокритиков вещания                   | 16 января 2014  | «Лучший монтаж»                                                         | Тельма Скунмейкер                                                                         | Номинация  | [ 27 ] [ 28 ] |
| Награды Ассоциации кинокритиков вещания                   | 16 января 2014  | «Лучшая мужская роль в комедии»                                         | Леонардо Ди Каприо                                                                        | Победа     | [ 27 ] [ 28 ] |
| Премия Гильдии продюсеров США                             | 19 января 2014  | «Лучший театральный фильм»                                              | Риза Азиз, Эмма Тиллингер Коскофф и Джоуи Макфарланд                                      | Номинация  | [ 14 ]        |
| Награда «Dorian»                                          | 21 января 2014  | «Фильм года»                                                            | «Волк с Уолл-стрит»                                                                       | Номинация  | [ 29 ]        |
| Премия Гильдии режиссёров Америки                         | 25 января 2014  | «Лучшая режиссура — художественный фильм»                               | Мартин Скорсезе                                                                           | Номинация  | [ 13 ]        |
| Премия Гильдии сценаристов США                            | 1 февраля 2014  | «Лучший адаптированный сценарий»                                        | Теренс Уинтер                                                                             | Номинация  | [ 15 ]        |
| Премия Лондонской ассоциации кинокритиков                 | 2 февраля 2014  | «Фильм года»                                                            | «Волк с Уолл-стрит»                                                                       | Номинация  | [ 30 ]        |
| Премия Лондонской ассоциации кинокритиков                 | 2 февраля 2014  | «Актёр года»                                                            | Леонардо Ди Каприо                                                                        | Номинация  | [ 30 ]        |
| Премия Лондонской ассоциации кинокритиков                 | 2 февраля 2014  | «Лучшая режиссура года»                                                 | Мартин Скорсезе                                                                           | Номинация  | [ 30 ]        |
| Премия Лондонской ассоциации кинокритиков                 | 2 февраля 2014  | «Лучший сценарий года»                                                  | Теренс Уинтер                                                                             | Номинация  | [ 30 ]        |
| Премия Американской ассоциации монтажёров                 | 7 февраля 2014  | «Лучший монтажный художественный фильм - комедия / мюзикл»              | Тельма Скунмейкер                                                                         | Победа     | [ 31 ]        |
| Премия Гильдии художников-постановщиков                   | 8 февраля 2014  | «Выдающиеся достижения в области дизайна современного фильма»           | Боб Шоу                                                                                   | Номинация  | [ 32 ]        |
| Награды Общества специалистов по визуальным эффектам      | 12 февраля 2014 | «Выдающиеся вспомогательные визуальные эффекты в полнометражном фильме» | Роберт Легато, Марк Рассел, Джозеф Фаррелл и Лиза Спенс                                   | Номинация  | [ 33 ]        |
| BAFTA                                                     | 16 февраля 2014 | «Лучшая режиссура»                                                      | Мартин Скорсезе                                                                           | Номинация  | [ 10 ]        |
| BAFTA                                                     | 16 февраля 2014 | «Лучшая мужская роль»                                                   | Леонардо Ди Каприо                                                                        | Номинация  | [ 10 ]        |
| BAFTA                                                     | 16 февраля 2014 | «Лучший адаптированный сценарий»                                        | Теренс Уинтер                                                                             | Номинация  | [ 10 ]        |
| BAFTA                                                     | 16 февраля 2014 | «Лучший монтаж»                                                         | Тельма Скунмейкер                                                                         | Номинация  | [ 10 ]        |
| «Спутник»                                                 | 23 февраля 2014 | «Лучший фильм»                                                          | «Волк с Уолл-стрит»                                                                       | Номинация  | [ 34 ]        |
| «Спутник»                                                 | 23 февраля 2014 | «Лучшая режиссёрская работа»                                            | Мартин Скорсезе                                                                           | Номинация  | [ 34 ]        |
| «Спутник»                                                 | 23 февраля 2014 | «Лучшая мужская роль — кинофильм»                                       | Леонардо Ди Каприо                                                                        | Номинация  | [ 34 ]        |
| «Спутник»                                                 | 23 февраля 2014 | «Лучший адаптированный сценарий»                                        | Теренс Уинтер                                                                             | Номинация  | [ 34 ]        |
| «Спутник»                                                 | 23 февраля 2014 | «Лучший монтаж»                                                         | Тельма Скунмейкер                                                                         | Номинация  | [ 34 ]        |
| «Оскар»                                                   | 2 марта 2014    | «Лучший фильм»                                                          | Мартин Скорсезе, Леонардо Ди Каприо, Джоуи Макфарланд и Эмма Тиллингер Коскофф            | Номинация  | [ 9 ]         |
| «Оскар»                                                   | 2 марта 2014    | «Лучшая режиссура»                                                      | Мартин Скорсезе                                                                           | Номинация  | [ 9 ]         |
| «Оскар»                                                   | 2 марта 2014    | «Лучшая мужская роль»                                                   | Леонардо Ди Каприо                                                                        | Номинация  | [ 9 ]         |
| «Оскар»                                                   | 2 марта 2014    | «Лучшая мужская роль второго плана»                                     | Джона Хилл                                                                                | Номинация  | [ 9 ]         |
| «Оскар»                                                   | 2 марта 2014    | «Лучший адаптированный сценарий»                                        | Теренс Уинтер                                                                             | Номинация  | [ 9 ]         |
| «Империя»                                                 | 30 марта 2014   | «Лучшая мужская роль»                                                   | Леонардо Ди Каприо                                                                        | Номинация  | [ 35 ] [ 36 ] |
| «Империя»                                                 | 30 марта 2014   | «Лучший дебют»                                                          | Марго Робби                                                                               | Победа     | [ 35 ] [ 36 ] |
| Ирландская премия в области кино и телевидения            | 5 апреля 2014   | «Международный фильм»                                                   | «Волк с Уолл-стрит»                                                                       | Номинация  | [ 37 ] [ 38 ] |
| Ирландская премия в области кино и телевидения            | 5 апреля 2014   | «Международный актер»                                                   | Леонардо Ди Каприо                                                                        | Номинация  | [ 37 ] [ 38 ] |
| Кинонаграды MTV                                           | 13 апреля 2014  | «Фильм года»                                                            | «Волк с Уолл-стрит»                                                                       | Номинация  | [ 39 ] [ 40 ] |
| Кинонаграды MTV                                           | 13 апреля 2014  | «Лучший прорыв года»                                                    | Марго Робби                                                                               | Номинация  | [ 39 ] [ 40 ] |
| Кинонаграды MTV                                           | 13 апреля 2014  | «Лучший актёрский дуэт»                                                 | Джона Хилл и Леонардо Ди Каприо                                                           | Номинация  | [ 39 ] [ 40 ] |
| Кинонаграды MTV                                           | 13 апреля 2014  | «Лучшая мужская роль»                                                   | Леонардо Ди Каприо                                                                        | Номинация  | [ 39 ] [ 40 ] |
| Кинонаграды MTV                                           | 13 апреля 2014  | «Лучшее выступление без рубашки»                                        | Леонардо Ди Каприо                                                                        | Номинация  | [ 39 ] [ 40 ] |
| Кинонаграды MTV                                           | 13 апреля 2014  | «Лучший WTF момент»                                                     | Леонардо Ди Каприо                                                                        | Победа     | [ 39 ] [ 40 ] |
| Кинонаграды MTV                                           | 13 апреля 2014  | «Лучший музыкальный момент»                                             | Леонардо Ди Каприо                                                                        | Номинация  | [ 39 ] [ 40 ] |
| Кинонаграды MTV                                           | 13 апреля 2014  | «Лучшая комедийная роль»                                                | Джона Хилл                                                                                | Победа     | [ 39 ] [ 40 ] |
| Премия Ассоциации молодых художников                      | 4 мая 2014      | «Лучшая молодая актриса второго плана в полнометражном фильме»          | Жизель Айзенберг                                                                          | Номинация  | [ 41 ]        |
| Награда американского общества специалистов по кастингу   | 22 января 2015  | «Большая бюджетная комедия»                                             | Эллен Льюис                                                                               | Победа     | [ 42 ] [ 43 ] |
| «Золотой орёл»                                            | 23 января 2015  | «Лучший зарубежный фильм в российском прокате»                          | «Волк с Уолл-стрит»                                                                       | Номинация  | [ 44 ]        |
| Международный онлайн-опрос кинокритиков                   | 25 января 2015  | «Лучшая картина»                                                        | «Волк с Уолл-стрит»                                                                       | Номинация  | [ 45 ]        |
| Международный онлайн-опрос кинокритиков                   | 25 января 2015  | «Лучшая мужская роль»                                                   | Леонардо Ди Каприо                                                                        | Номинация  | [ 45 ]        |
| Международный онлайн-опрос кинокритиков                   | 25 января 2015  | «Лучший адаптированный сценарий»                                        | Теренс Уинтер                                                                             | Номинация  | [ 45 ]        |
| Международный онлайн-опрос кинокритиков                   | 25 января 2015  | «Лучший монтаж»                                                         | Тельма Скунмейкер                                                                         | Номинация  | [ 45 ]        |
| «Грэмми»                                                  | 8 февраля 2015  | «Лучший компилятивный саундтрек для визуальных медиа»                   | «Волк с Уолл-стрит»                                                                       | Номинация  | [ 46 ]        |

## Комментарии
1. ↑  Некоторые группы награждения не просто присуждают одного победителя, они отмечают несколько лауреатов и занимают призовые места. Поскольку это особое признание и отличается от потери награды, упоминания победителей считаются победами при подсчете наград.